# Schizaphis piricola
Schizaphis piricola är en insektsart som först beskrevs av Matsumura 1917.  Schizaphis piricola ingår i släktet Schizaphis och familjen långrörsbladlöss. Inga underarter finns listade i Catalogue of Life.